# Othreis cajeta
Othreis cajeta är en fjärilsart som beskrevs av Pieter Cramer. Othreis cajeta ingår i släktet Othreis och familjen nattflyn. Inga underarter finns listade i Catalogue of Life.